# Omolabus fulvitarsis
Omolabus fulvitarsis là một loài bọ cánh cứng trong họ Attelabidae. Loài này được Jekel miêu tả khoa học năm 1860.